# نيوتن ديمنغ سترونج
نيوتن ديمنغ سترونج هو سياسي أمريكي، ولد في 17 أكتوبر 1809، وتوفي في 8 أغسطس 1866. انتخب عضو مجلس نواب إلينوي ‏.